# Colobostomus fuscipennis
Colobostomus fuscipennis es una especie de coleóptero de la familia Oedemeridae.

## Distribución geográfica
Habita en Mesopotamia (Asia).